# Psammolyce fijiensis
Psammolyce fijiensis är en ringmaskart som beskrevs av McIntosh 1885. Psammolyce fijiensis ingår i släktet Psammolyce och familjen Sigalionidae. Inga underarter finns listade i Catalogue of Life.